# Korányi Frigyes (politikus)
Tolcsvai báró ifjabb Korányi Frigyes (Pest, 1869. június 21. – Budapest, 1935. december 26.) gazdaságpolitikus, pénzügyminiszter, író. 

## Életpályája
Korányi Frigyes belgyógyász professzor és a régi magyar nemesi családból származó tolcsvai Bónis Malvin fia. Egyetemi tanulmányait a budapesti és külföldi egyetemeken végezte. 1892-ben a pénzügyminisztérium szolgálatába lépett, hamarosan osztálytanácsos, majd 1912-től az Országos Központi Hitelszövetkezet vezérigazgatója. 1919. szeptember 12-től 1920. december 16-ig pénzügyminiszter; lemondása után az Országos Központi Hitelszövetkezet élére tért vissza. Minisztersége idején kisgazdapárti, a kormányból való kiválása után a disszidens képviselők csoportjához csatlakozott, majd 1922-ben belépett az Egységes Pártba. 1923–1924-ben párizsi követ, 1924. március 24-től november 15-ig újra pénzügyminiszter a Bethlen-kormányban, de még ugyanebben az évben visszatért a párizsi követség élére. 1928-ban a Pénzintézeti Központ elnöke lett. 1931. december 16-tól 1932. október 1-ig Károlyi Gyula kormányában ismét pénzügyminiszter, majd újból a Pénzintézeti Központ elnöke. Horthy Miklós 1932-ben a felsőház örökös tagjává nevezte ki.  1935-ben hunyt el, 66 éves korában.
1901. május 4-én feleségül vette Koller Editet, akitől két gyermeke – Edit (* 1902) és István (* 1906) – született.

## Szépirodalmi művei
Irodalommal is foglalkozott; írt színdarabot, regényeket:
- Hajnalhasadás (társadalmi dráma, 1900)
- Serédy Gábor (regény, 1902)
- Aranyfürt (regény, 1904)
- Ireneusi kertek (1906)
- Egy új asszony levelei (elbeszélés)
- A halotthalász (elbeszélés)
- Gyónás (elbeszélés)

Fordításai: 
- Goncourt: Demailly Károly (Klasszikus Regénytár),
- Maupassant: Mont-Oriol (Klasszikus Regénytár)

Szakműve:
- Az Országos Központi Hitelszövetkezet szerepe a népjólét emelésében, Pátria Rt. Budapest, 1915